# فيسنتي خوان سيجورا
فيسنتي خوان سيجورا (بالإسبانية: Vicente Juan Segura)‏ هو أسقف كاثوليكي إسباني، ولد في 22 مايو 1955.